# Liste des visites pastorales du pape François hors d'Italie
Au cours de son pontificat, le pape François a effectué 47 visites pastorales hors d'Italie.

Carte des voyages du pape François dans le monde.
Italie et Cité du Vatican (entouré)
3 voyages
2 voyages
1 voyage
0 voyage

## 2013

### 1ervoyage: Brésil (du 22 au 28 juillet 2013)

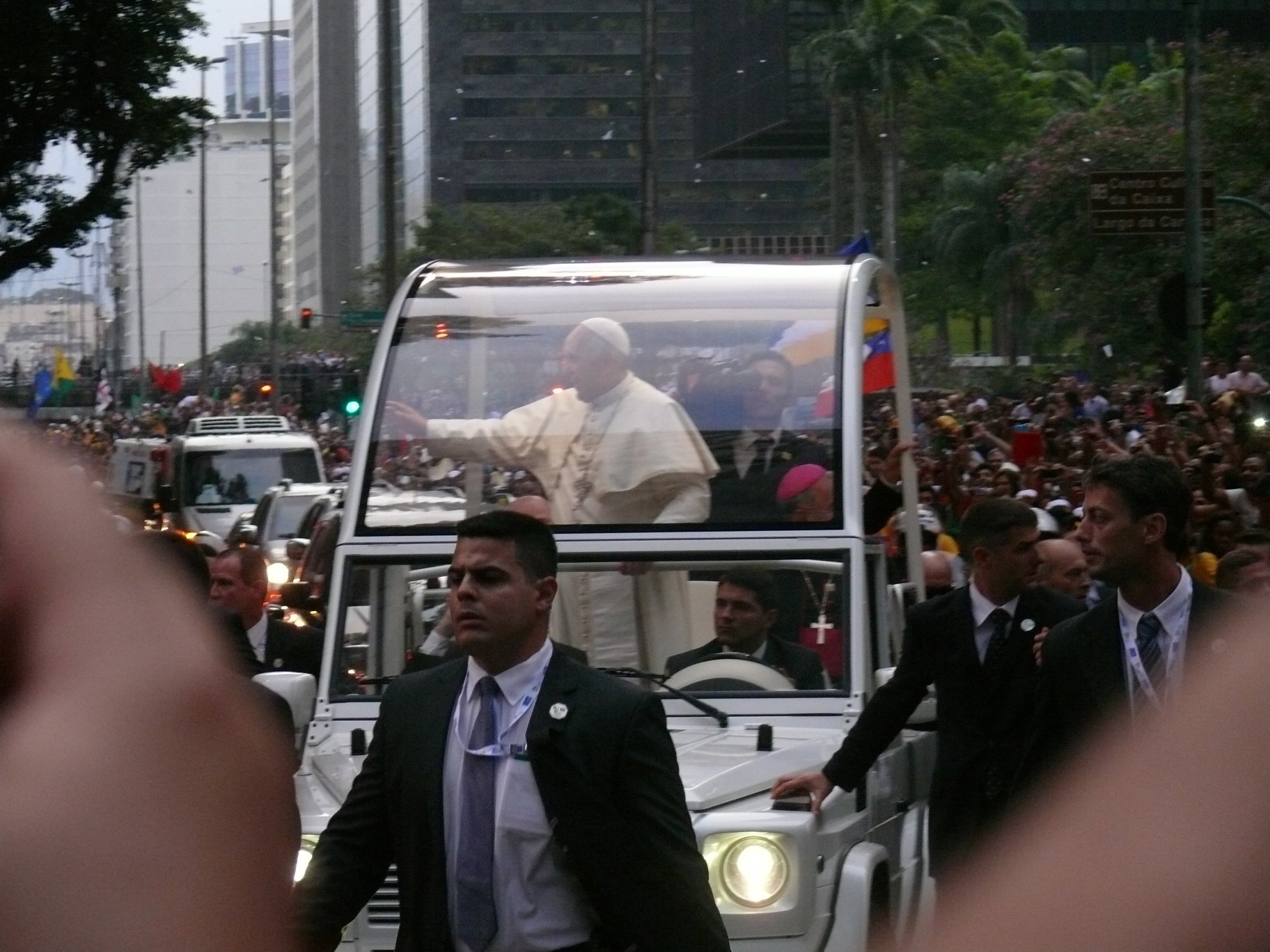
Le Pape François à Rio

Le pape François se rend aux Journées mondiales de la jeunesse à Rio de Janeiro qui se sont déroulées du 26 au 28 juillet 2013. Il s'agissait du premier voyage du pape François.
Beaucoup de pays d'Amérique latine ont invité le Saint-Père lors de son voyage au Brésil. L'Argentine qui est le pays d'origine du pape, ne sera pas visité lors de son voyage au Brésil, mais seulement après un vote qui aura lieu dans le pays.

## 2014

### 2evoyage: Israël, Palestine et Jordanie (24 au 26 mai 2014)
Le voyage a été annoncé lors de l'Angélus du 5 janvier 2014. Le pape a accepté l'invitation de la part d'Israël et de la Palestine. Ce voyage en Terre sainte commémorait le 50e anniversaire de la rencontre de Paul VI et d'Athénagoras, patriarche orthodoxe de Constantinople. Le voyage comportait des étapes en Jordanie à Amman puis à Béthanie lieu supposé du baptême du Christ, en territoires palestiniens à Bethléem où une messe a été célébrée sur la place de la mangeoire et en Israël, à Jérusalem.
À l'image du voyage de Paul VI en 1954, le voyage de François était principalement placé sous le signe de l'œcuménisme et du dialogue interreligieux. Mais surtout, il a rencontré le patriarche œcuménique de Constantinople Bartholomée avec qui il s'est recueilli au Saint-Sépulcre et a signé une déclaration faisant le point sur la démarche œcuménique. Il a effectué également des visites au mur des Lamentations, au grand-Rabbinat d'Israël mais également sur l'esplanade des Mosquées.
Ce voyage a eu également une forte dimension politique qui s'est manifestée par l'appel à la paix et à la coexistence de deux états. Lors de ses rencontres avec les chefs d'État israéliens et palestiniens, le pape François les a invités à venir prier ensemble, pour la paix, au Vatican, proposition que l'un et l'autre ont acceptée.
Le voyage a été également marqué par une visite au mémorial de Yad Vashem et une messe au cénacle en présence des ordinaires catholiques des différents rites présents à Jérusalem.

### 3evoyage: Corée du Sud (13 au 18 août 2014)
Le voyage avait été annoncé le 10 mars 2014 par la salle de presse du Saint-Siège, cette invitation est faite par le diocèse de Daejeon.
Le pape François arrive le 14 août à la base aérienne de Séoul pour commencer sa visite de cinq jours en Corée du Sud à l'occasion de la sixième journée des jeunes d'Asie. Il est accueilli dès son arrivée par le président de la République Sud-Coréen Park Geun-hye. Il rencontre ensuite les familles des victimes de l'accident du Sewol.

### 4evoyage: Albanie (21 septembre 2014)
Le pape se rend en Albanie pour son premier voyage en Europe en dehors de l'Italie Il va à la rencontre de ce peuple qui fut persécuté pour sa foi chrétienne sous le régime communiste. Le principal message de ce voyage apostolique a été l'encouragement.

### 5evoyage: Institutions européennes à Strasbourg en France (25 novembre 2014)

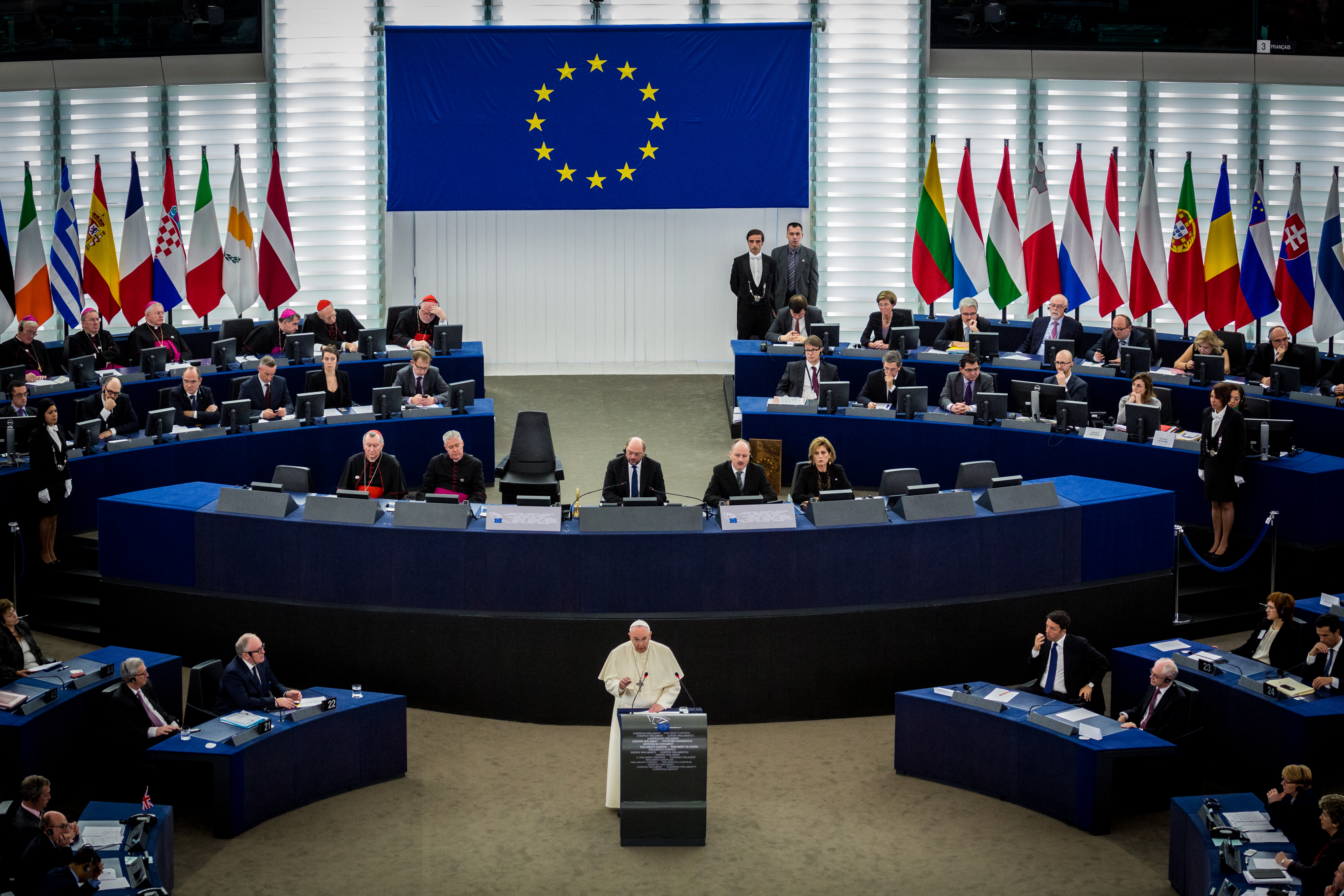
Le pape François au Parlement européen de Strasbourg le 25 novembre 2014.

Le pape se rend au Parlement européen à Strasbourg pour y prononcer un discours, puis au conseil de l'Europe où il prononce également une allocution.

### 6evoyage: Turquie (28 au 30 novembre 2014)
Le pape s'est rendu en Turquie à l'invitation du patriarcat orthodoxe et du président turc. Cette visite est l'occasion d'une nouvelle rencontre entre le pape et le patriarche œcuménique Bartholomée Ier de Constantinople à Istanbul à l'occasion de la fête de Saint André. La première journée à Ankara est principalement protocolaire et politique avec la visite au mausolée d'Atatürk, une rencontre avec le président Recep Tayyip Erdoğan, un entretien avec le premier ministre puis avec le président du Diyanet, le conseil des affaires religieuses turc.
La suite du voyage, qui se déroule à Istanbul les 29 et 30 novembre est placée sous le signe du dialogue interreligieux et de l'œcuménisme. Le samedi, il visite notamment l'ancienne basilique Sainte-Sophie et la Mosquée bleue et célèbrera la messe à la cathédrale catholique d'Istanbul. Le lendemain, en la fête de la Saint André, il assiste à la célébration de la Divine Liturgie en l'église patriarcale Saint-George, liturgie présidée par le patriarche Bartholomée.

## 2015

### 7evoyage: Sri Lanka et Philippines (13 au 19 janvier 2015)

Logo du voyage papal au Sri Lanka

Dès l'élection du pape François, les Philippines ont cherché à faire venir le Pape visiter leur pays, et le cardinal Luis Antonio Tagle, en a fait l'invitation lors de l'inauguration du ministère pétrinien du Pape.
Le pape arrive au Sri Lanka le 13 janvier. Il y prend part à une rencontre inter-religieuse et procède à la canonisation du bienheureux Joseph Vaz, apôtre de Ceylan. Il prie aussi au sanctuaire marial de Notre-Dame de Madhu.
Le 15 janvier, il se rend aux Philippines. Le 16 janvier, il effectue une visite hors programme dans un centre de l'association ANAK-Tnk, où il salue 300 enfants des différents centres de la fondation qui lui avaient envoyé précédemment de nombreux courriers d'invitation à les visiter. À l'occasion de cette visite il rappelle que « Ces enfants pauvres parmi les pauvres sont le trésor de notre Église, ils sont nos maîtres ».
Le 17 janvier il effectue un aller-retour à Tacloban, archipel qui a été dévasté par un typhon quatorze mois auparavant ; cette visite a par ailleurs dû être écourtée en raison de l'arrivée d'une tempête tropicale. Le 18 janvier il célèbre à Manille une messe devant plus de 6 millions de personnes ce qui représente la plus grande messe de toute l'histoire, la dernière étant celle de Jean-Paul II au même endroit en 1995.

### 8evoyage: Bosnie-Herzégovine (6 juin 2015)
Au cours de l’angélus place Saint-Pierre le dimanche 1er février 2015, le pape annonce son intention de se rendre à Sarajevo, une visite qu'il place alors sous le signe du dialogue œcuménique.
Cette visite, le samedi 6 juin 2015, 20 ans après la fin du conflit qui a ensanglanté la Bosnie-Herzégovine à partir de 1992, a pour objet la préservation de la paix dans une ville symbole du multiculturalisme. Dans un climat qu'il dépeint comme « une espèce de troisième guerre mondiale livrée par morceaux », le pape appelle à intensifier le dialogue inter-religieux, « condition indispensable pour la paix, et pour cette raison [...] un devoir pour tous les croyants ».

### 9evoyage: Équateur, Bolivie et Paraguay (6 au 12 juillet 2015)
Après le Brésil en 2013, le pape se rend dans trois nouveaux pays d'Amérique du Sud du 6 au 12 juillet 2015.
Quelques jours après la publication de l'encyclique Laudato si', ce voyage dans trois des plus petits et des plus pauvres des pays du continent sud-américain, lui permet d'enchainer de nombreuses rencontres et de s'exprimer, librement, dans sa langue maternelle, et de développer son enseignement sur des sujets qui lui sont chers, notamment l'écologie intégrale, respectueuse de la planète et de ses habitants, la lutte contre la corruption, la place des femmes dans la société et la défense d'une plus grande justice sociale.
La première étape le mène en Équateur où il visite successivement Guayaquil et Quito, célébrant une grand-messe en plein air dans chacune de ces villes. Il rencontre les évêques, le clergé, les religieux et les dirigeants du pays mais également le monde de l'école et de l'université puis les représentants de la société civile.
Il s'envole ensuite pour la Bolivie. À La Paz, avant de rencontrer le président Evo Morales, il rend hommage au P. Luis Espinal (es), jésuite espagnol, missionnaire en Bolivie, engagé dans les combats sociaux, assassiné en 1980 sous la dictature de Luis García Meza. Rejoignant ensuite Santa Cruz de la Sierra, il s'exprime devant le 2e rencontre mondiale des mouvements populaires dénonçant « l'idole argent » et appelant à un « changement de structure ». Au cours de ce même discours, il formule également une demande de pardon « non seulement pour les offenses de l'Église même, mais pour les crimes contre les peuples autochtones durant ce que l'on appelle la conquête de l'Amérique ».
La dernière étape du voyage le conduit au Paraguay dont il souligne deux éléments déterminants de l'histoire. Il rappelle le rôle déterminant joué par les femmes, notamment lors de la guerre de la Triple-Alliance de 1865 à 1870. Il rappelle également le rôle joué par les réductions jésuites qui, du XVIe siècle au XVIIIe siècle, ont cherché à regrouper les populations indigènes pour mieux les intégrer au système politico-économique, et les protéger des razzias de chasseurs d'esclaves. S'appuyant sur cet exemple, il a appuyé « la collaboration de l’Église catholique dans l’effort commun pour construire une société juste et inclusive ».

### 10evoyage: Cuba et États-Unis (19 au 27 septembre 2015)
Quelques semaines après son voyage en Amérique du Sud, François traverse à nouveau l'Atlantique pour visiter successivement Cuba et les États-Unis, deux pays dans lesquels il ne s'est jamais rendu. Si la visite aux États-Unis était prévue de longue date, à l’occasion en particulier de la rencontre mondiale des familles, l'étape cubaine quant à elle n'a été confirmée que le 22 avril 2015, quelques mois après l'annonce d'un dégel entre Cuba et les États-Unis auquel le pape et la diplomatie du Saint-Siège ont largement contribué.
Le 19 septembre, François part pour Cuba à bord d'un Airbus A330 de Alitalia depuis l'aéroport Léonard-de-Vinci de Rome Fiumicino, et atterrit à l'aéroport international José-Martí de La Havane où l'accueille une cérémonie officielle.
Le 20 septembre au matin, il célèbre la messe sur la plaza de la Revolución dans la capitale cubaine, avant de rendre au palais de la Révolution pour une visite de courtoisie au président du Conseil d’État Raúl Castro et au Conseil des ministres. La journée prend fin avec les célébrations des vêpres avec des prêtres, des séminaristes et d'autres hommes d’Église dans la cathédrale de La Havane, et par une visite aux jeunes du Centre culturel Père-Félix Varela.
Le 21 septembre, il part en avion vers l'est du pays. D'abord à Holguín où il préside une messe papale sur la plaza de la Revolución ; à Santiago de Cuba ensuite où il rencontre les évêques du pays au Grand Séminaire Saint-Basile, puis dit une prière à la Vierge de la Charité à la basilique de Nuestra Señora de la Caridad del Cobre avec les évêques et la suite papale.
Le 22 septembre, il retourne à la basilique de Nuestra Señora de la Caridad del Cobre de Santiago de Cuba où il célèbre une messe dans la matinée, avant de se rendre à une réunion avec des familles à la cathédrale Notre-Dame de l'Assomption. Après une bénédiction de la ville de Santiago de Cuba sur la place en face de la cathédrale et une cérémonie d'adieu à l'aéroport de Santiago de Cuba, le pape poursuit son voyage en se rendant aux États-Unis. La première étape le mène à Washington où il est accueilli à sa descente l'avion par Barack Obama et sa famille.
Le 23 septembre, il est reçu à la Maison-Blanche où il se présente d'emblée comme « un fils de famille d'immigrés », insistant sur le rôle que les migrations ont eu pour les États-Unis et sur le nécessaire engagement contre le réchauffement climatique. Il célèbre ensuite la messe de canonisation du bienheureux Junípero Serra, évangélisateur de la Californie au sanctuaire national de l'Immaculée Conception puis il prononce à la cathédrale un discours devant les évêques américains, leur enjoignant de ne pas « s’enfermer dans les murs de la peur », ajoutant que « le langage aigre et belliqueux de la division ne convient pas aux lèvres d’un pasteur » et appelant à la plus grande vigilance pour que des scandales comme celui de la pédophilie ne se reproduisent pas.
Le 24 septembre, le pape s'adresse au Congrès des États-Unis. Il est le premier pape à s'exprimer dans ce cadre. Il part ensuite à New York où il est accueilli sur les marches de la cathédrale Saint-Patrick, par l'archevêque Timothy Dolan, le maire de la ville, Bill de Blasio et le gouverneur de l'État de New York Andrew Cuomo avant de se joindre à l'office des vêpres. Le lendemain il s'adresse à l'Assemblée générale des Nations unies à l'invitation de Ban Ki-moon avant d'aller se recueillir et prier au mémorial du World Trade Center au cours d'une cérémonie inter-confessionnelle. Il se rend ensuite au Madison Square Garden où il célèbre la messe devant 20 000 fidèles.
Les 26 et 27 septembre, il rejoint Philadelphie pour la rencontre mondiale des familles.

### 11evoyage: Kenya, Ouganda et Centrafrique (25 au 30 novembre 2015)
Le pape se rend dans trois pays africains : le Kenya, l'Ouganda et la République centrafricaine.
Le 29 novembre 2015, le pape François ouvre à la cathédrale de Bangui la première des portes Saintes quelques jours avant l'ouverture officielle du Jubilé de la Miséricorde faisant ainsi de la capitale centrafricaine, ville ravagée par la guerre et parmi les plus pauvres du monde, « la capitale spirituelle du monde ».

## 2016

### 12evoyage: Cuba et Mexique (12 au 18 février 2016)
Le pape a accepté le 7 juin 2014 une invitation à se rendre au Mexique, à la demande du président mexicain Enrique Peña Nieto, sans précision de date. Le 4 novembre 2015, la visite du Pape François au Mexique est confirmé pour février 2016 avec notamment des étapes à la basilique Notre-Dame-de-Guadalupe, et dans plusieurs autres villes dont Ciudad Juarez, ville symbole de la violence des narcotrafiquants. Le 5 février 2016, dans une déclaration commune, le Saint-Siège et le patriarcat orthodoxe de Moscou annoncent que François et Cyrille de Moscou se rencontreront à Cuba le 12 février. Ce sera la première rencontre de l'histoire entre le pape de l'Église catholique et le chef de l'Église orthodoxe russe. Le programme définitif du voyage est publié le 8 février par la salle de presse du Saint-Siège. Il comporte les étapes suivantes :
- - 12 février : après la rencontre avec le patriarche Cyrille de Moscou à La Havane, accueil à Mexico;
  - 13 février : visite au président de la République, rencontres avec les autorités civiles, les évêques puis célébration de la messe à la basilique Notre-Dame-de-Guadalupe;
  - 14 février : Journée dans l'état de Mexico avec messe et angelus à Ecatepec puis visite d'un hôpital pédiatrique à Mexico;
  - 15 février : Journée dans le Chiapas avec messe à San Cristóbal de Las Casas et rencontre avec les familles à Tuxtla Gutiérrez;
  - 16 février : Journée à Morelia dans le Michoacán, avec messe et rencontre avec les jeunes;
  - 17 février : Journée à Ciudad Juárez dans l'État de Chihuahua, visite de la prison, rencontre avec le monde du travail, messe, puis cérémonie de congé.
  - 18 février : retour à Rome.

### 13evoyage: Grèce (16 avril 2016)
Rencontre avec les réfugiés sur l'île de Lesbos, sur invitation du premier ministre Aléxis Tsípras, avec les patriarches orthodoxes Bartholomée Ier de Constantinople et Hiéronyme II d'Athènes. Confirmé le 7 avril 2016, le communiqué du Saint-Siège indique que le Saint-Père voit dans cette crise migratoire une urgence importante qui unit les Églises chrétiennes.

### 14evoyage: Arménie (24 au 26 juin 2016)
La visite du pape en Arménie dont la situation politique reste précaire entre ses puissants voisins que sont l'Azerbaïdjan, avec lequel persiste un conflit à propos du Haut-Karabakh, et la Turquie, héritière de l'Empire ottoman, revêt à la fois une dimension politique et une dimension religieuse.
En reprenant le terme de « génocide » lors de son discours devant le président arménien, le pape provoque la colère du gouvernement turc qui l'accuse d'endosser « la mentalité des croisés ».
Les différentes rencontres et gestes posés avec Karékine II, patriarche de l'Église apostolique arménienne illustrent la volonté du pape de rapprochement et d'unité avec les Églises orientales.

### 15evoyage: Pologne (27 au 31 juillet 2016)
Le pape François se rend aux Journées mondiales de la jeunesse à Cracovie qui se sont déroulées du 26 au 31 juillet 2016.

### 16evoyage: Géorgie et Azerbaïdjan (30 septembre au 2 octobre 2016)
Le pape se rend une seconde fois dans le Caucase, en Géorgie et en Azerbaïdjan trois mois après sa visite en Arménie. Cette visite dans deux petits pays aux périphérie de l'Église et aux frontières de l'Europe, du Moyen-Orient et de la Russie, revêt plusieurs dimensions. Il est d'abord appel à la paix dans ses pays en proie à des conflits régionaux (Abkhazie, Ossétie du Sud, Haut-Karabagh).
Il constitue ensuite un signe d'unité entre communautés chrétiennes, notamment en Géorgie où les catholiques, très minoritaires (de l'ordre de 2,5% de la population) sont divisés entre plusieurs rites. François est à cette occasion le premier pontife à entrer, à Tbilissi, dans une église catholique chaldéenne, Église principalement présente en Irak, en Syrie et au Liban, en présence du patriarche Louis Raphaël Ier Sako venu d'Irak pour l'occasion. Le pape y prie pour la paix en Irak et en Syrie ravagés par la guerre,.
Ce voyage lui permet également, toujours en Géorgie, de rencontrer Élie II, patriarche de l'Église orthodoxe géorgienne, chef de l'Église orthodoxe la plus rétive au dialogue œcuménique.
Enfin, ce voyage est également l'occasion de nouvelle initiatives dans le domaine du dialogue inter-religieux, en particulier en Azerbaïdjan pays quasi exclusivement musulman, principalement chiite où les catholiques sont très minoritaires. Depuis la grande mosquée de Bakou, le pape lance une supplique: « jamais plus de violence au nom de Dieu ! ».

### 17evoyage: Suède (31 octobre au1ernovembre 2016)
Le pape se rend en visite dans la ville de Lund à l'invitation de la fédération mondiale luthérienne, à l'occasion du début de l'année de célébration des 500 ans de la Réforme protestante,. La première journée du voyage est consacrée aux relations avec les luthériens. Elle est marquée par la célébration d'une cérémonie œcuménique à la cathédrale luthérienne de Lund et par la signature d'une déclaration commune. La deuxième journée, le jour de la Toussaint permet au pape de célébrer la messe avec la petite communauté catholique suédoise à Malmö.

## 2017

### 18evoyage: Égypte (28 et 29 avril 2017)
Le 18 mars 2017, le directeur de la salle de presse du Saint-Siège Greg Burke annonce que le pape a "accueilli l'invitation du président de la république, des évêques catholiques, de sa sainteté Théodore IIíet du grand imam de la mosquée d'Al-Azhar Ahmed Mohammed Al Tayyeb et qu'il effectuera un voyage dans la République arabe d’Égypte les 28 et 29 avril prochain au Caire". Ce voyage sera placé sous le signe du dialogue avec l'islam et de la protection des minorités chrétiennes.
Cette visite est principalement l'occasion de renouer le dialogue avec l'islam sunnite incarné par l'Université al-Azhar où François prononce un discours au cours duquel il indique qu'« éduquer à l’ouverture respectueuse et au dialogue sincère avec l’autre, en reconnaissant ses droits et ses libertés fondamentales, spécialement la liberté religieuse, constitue la meilleure voie pour bâtir ensemble l’avenir », dénonçant toute violence commise au non de la religion et rappelant que « seule la paix est sainte ». Sa rencontre avec le pape copte orthodoxe Théodore II lui donne l'occasion de rappeler les signes d'unité entre les deux Églises, liens renforcés par les attentats perpétrés le jour des Rameaux en plusieurs églises coptes d’Égypte. Parlant des victimes de ces attentats, le pape indique « leur sang innocent nous unit ».

### 19evoyage: Portugal (12 au 13 mai 2017)
Le pape se rend à Fátima au Portugal pour marquer le centenaire de l'apparition de la Vierge Marie. À cette occasion, François canonise Francisco et Jacinta, deux des trois voyants de Fatima, faisant d'eux les plus jeunes saints, non martyrs, reconnus par l'Église.

### 20evoyage: Colombie (6 au 11 septembre 2017)
Lors de la conférence de presse sur le vol de retour d'Azerbaïdjan en octobre 2016, le pape a annoncé une probable visite en Colombie, si la paix entre le gouvernement et les FARC est approuvé et permet de créer la stabilité politique. Le voyage est confirmé le 10 mars 2017. Ce voyage, centré sur la paix et la réconciliation, a lieu du 6 au 10 septembre 2017. Il débute à Bogotá puis à Villavicencio où sont proclamés les béatifications de Mgr Jesús Emilio Jaramillo Monsalve, évêque d’Arauca assassiné en 1989 et du père Pedro María Ramírez Ramos, également assassiné, en 1948 et où se tient également un rassemblement auquel participe 6 000 victimes des FARC et 500 anciens guérilleros. L'étape suivante à Medellín donne au pape l'occasion d'appeler la ville à tourner la page du narcotrafic. Enfin, au dernier jour de son voyage, le pape se rend à Carthagène des Indes au sanctuaire de Saint Pierre Claver, patron de la Colombie, d'où il lance un appel pour la fin de la violence au Venezuela

### 21evoyage: Birmanie et Bangladesh (27 novembre au 2 décembre 2017)
Le pape a annoncé un voyage en Inde et au Bangladesh lors de la conférence de presse sur le vol de retour d'Azerbaïdjan en octobre 2016. Le 10 juillet 2017, l'UNB a signalé qu'une source diplomatique a déclaré à l'agence de presse que le pape visiterait le Bangladesh entre le 30 novembre et le 2 décembre. La salle de presse du Saint-Siège confirme finalement, le 28 août 2017 un voyage en Birmanie du 27 au 29 novembre puis au Bangladesh du 30 novembre au 2 décembre.

## 2018

### 22evoyage: Chili et Pérou (15 au 21 janvier 2018)
Le pape se rend au Chili puis au Pérou du 15 au 21 janvier 2018. Au Chili, le pape tente de réconcilier la société, marquée par la dictature de Pinochet et des scandales d'abus sur mineurs par des membres du clergé, avec l'Église. Mais le cas de l'évêque Juan Barros soupçonné d'avoir couvert les agissements d'un prêtre et maladroitement défendu par François, brouille le message. Au Pérou, la visite du pape commence par Puerto Maldonado pour y rencontrer les peuples indigènes de l'Amazonie et se poursuit à Lima dans une grande ferveur populaire.

### 23evoyage: Suisse (21 juin 2018)
Le pape visite Genève pour les 70 ans du Conseil œcuménique des Églises. Il y a célébré une messe à Palexpo devant près de 30 000 personnes.

### 24evoyage:Irlande(25 et 26 août 2018)
Le pape se rend en Irlande à l'occasion de la Rencontre mondiale des familles, à Dublin. Le premier jour de sa visite est marqué par sa rencontre avec les familles au Croke Park Stadium, rassemblant 80 000 personnes. Il visita également un centre d'hébergement pour les sans-abri et plusieurs centaines de couples dans la cathédrale Sant Mary de Dublin. Le 26 il se rendit au sanctuaire de Knock, avant de célébrer une messe à Phoenix Park devant 50 000 personnes. Sa visite en Irlande est marquée par les scandales de pédophilie qui ébranlent le clergé irlandais. Tour au long de son voyage le pape exprima sa douleur et sa honte, demanda pardon pour ces crimes, et rencontra des victimes d'abus sexuels.

### 25evoyage:Lituanie,Lettonie,Estonie(22 au 25 septembre 2018)
Le pape visite les trois Pays baltes à l'occasion de l'année des 100 ans de la première création de ces États.

## 2019

### 27evoyage: Émirats arabes unis (3 au 5 février 2019)
Annoncée le 6 décembre 2018, la visite du pape dans l'émirat d'Abou Dabi se déroule du 3 au 5 février 2019. Elle a pour thème le dialogue inter-religieux et la fraternité entre les hommes. Elle est marquée par une rencontre de la fraternité interreligieuse le lundi 4 février. À l'issue de ce rassemblement, le pape et l'imam d'Al-Azhar Ahmed el-Tayeb signent un document sur la fraternité humaine pour la paix mondiale et la coexistence commune. Le lendemain, le pape célèbre une messe devant 135 000 à 170 000 personnes, principalement des travailleurs étrangers, originaires d'Asie du Sud-Est, au stade Zayed Sports City, ce qui constitue le plan grand rassemblement jamais organisé aux EAU.

### 28evoyage: Maroc (30 et 31 mars 2019)
Visite de Rabat, la capitale.

### 30evoyage: Roumanie (31 mai au 2 juin 2019)
Voyage pour marquer le centenaire de la Grande Roumanie historique, à l'invitation du Président de la République Klaus Iohannis. Le voyage sera l'occasion d'une rencontre avec l'Église orthodoxe roumaine à Bucarest, d'une visite au sanctuaire de Șumuleu Ciuc puis d'une rencontre mariale à Iași. Il se terminera par la béatification à Blaj de sept évêques de l'Église grecque-catholique roumaine, martyrs du communisme.

### 31evoyage: Mozambique, Madagascar et Maurice (4 au 10 septembre 2019)

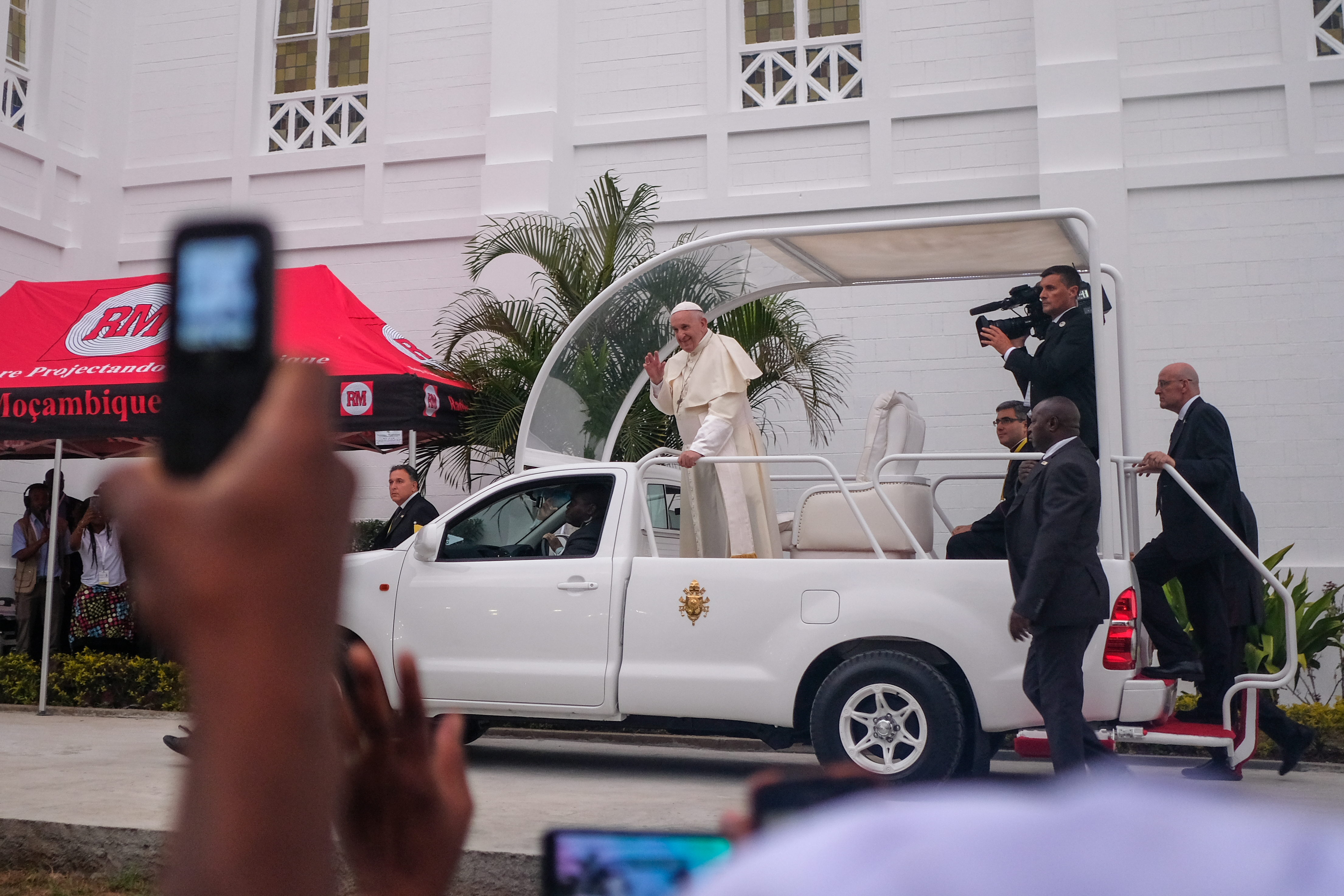
Le pape François à Maputo (Mozambique) en 2019.

Le programme de ce voyage, annoncé le 27 mars 2019, prévoit la visite des villes de Maputo (Mozambique), Antananarivo (Madagascar) et Port-Louis (Maurice). Ce long périple offre au pape l'occasion d'attirer les regards vers la condition des plus pauvres et la préservation de la « maison commune », et d'appeler les gouvernements à leurs responsabilités dans ces domaines,.

### 32evoyage: Thaïlande et Japon (20 au 26 novembre 2019)
Le Pape a annoncé sa visite en Thaïlande, marquant les 350 ans de la "mission de Siam" lancée par le pape Clément IX, avant de se rendre au Japon. Le premier ministre japonais Shinzo Abe avait invité le pape à visiter le Japon lors de sa visite le 6 juin 2013 et le pape avait exprimé sa volonté d'y aller.

## 2020
Le 19 juin 2020, le Vatican annonce qu'aucun voyage du pape n'est programmé en 2020 en raison de la pandémie de Covid-19. Le voyage prévu le 31 mai 2020 à Malte, ainsi que le voyage prévu en septembre 2020 en Indonésie, Timor oriental et Papouasie-Nouvelle-Guinée sont reportés sine die.

## 2021

### 33evoyage: Irak (5 au 8 mars 2021)
Selon l'archevêque chaldéen d'Erbil Bashar Wardale, le pape aurait déclaré en novembre 2014 qu'il voulait se rendre en Irak, mais que son entourage ne le permettrait pas pendant un certain temps. Le 10 juin 2019, il annonce devant les membres de l'Œuvre d'aide aux églises orientales son souhait de s'y rendre en 2020. Finalement le premier voyage du pape à l'étranger prévu pendant la pandémie de Covid-19 a lieu en Irak, sur invitation du gouvernement irakien et de l'Église d'Irak. Le pape se rend à Bagdad, dans la plaine d'Ur, à Erbil, à Mossoul et à Qaraqosh.

### 34evoyage: Hongrie et Slovaquie (12 au 15 septembre 2021)
Il a été annoncé que le pape François se rendrait en Hongrie pour le Congrès eucharistique international en septembre 2021. Initialement prévues pour se dérouler au cours de l'été 2020, le Saint-Siège a décidé de les reporter à l'été suivant en raison de la pandémie de Covid-19 qui sévit sur la planète au cours de l'année 2020.

### 35evoyage: Chypre et Grèce (2 au 6 décembre 2021)
Le président chypriote Níkos Anastasiádis a invité le pape en 2019. Le Pape visite Chypre dont la capitale Nicosie du 2 au 4 décembre, mais également la Grèce sur l'île de Lesbos et à Athènes du 4 au 6 décembre.

## 2022

### 36evoyage: Malte (2 au 3 avril 2022)
Le 10 février 2020, il est annoncé que le pape François se rendra à Malte le 31 mai 2020,. Le voyage est ensuite reporté sine die à cause de la pandémie de Covid-19. Il faut attendre le 10 février 2022, pour que le bureau de presse du Saint-Siège annonce que le pape se rendra finalement à Malte du 2 au 3 avril 2022.

### 37evoyage: Canada (24 au 30 juillet 2022)
L'Archevêque de Montréal, Christian Lépine, et le maire de Montréal, M. Denis Coderre, invitent le pape François à Montréal en 2017 pour célébrer le 375e anniversaire de la Ville. Le pape François est également invité par le Premier ministre du Québec, M. Philippe Couillard et l'ancien Premier ministre du Canada, M. Stephen Harper qui le convie aux célébrations du 150e anniversaire de la Confédération canadienne, en 2017.
Finalement, le pape accepte l'invitation des autorités canadiennes en mai 2022, un peu plus d'un mois après avoir présenté des excuses pour les milliers d'enfants autochtones enrôlés de force dans des pensionnats catholiques. Il doit visiter Edmonton, Québec et Iqaluit, capitale du Nunavut, territoire du Grand Nord canadien.
Lors de son voyage, le pape François reconnait les crimes sexuels perpétrés par des prêtres et des religieuses et demande pardon à l’ensemble des victimes de ces violences sexuelles.

### 38evoyage: Kazakhstan (13 au 15 septembre 2022)
Le pape François se rend à Nour-Soultan du 13 au 15 septembre 2022 pour participer à la VIIe rencontre des chefs religieux du monde.

### 39evoyage: Bahreïn (3 au 6 novembre 2022)
Le pape François visite les villes de Manama et Awali (en) à l'occasion du Bahrain Forum for Dialogue: East and West for Human Coexistence. Le voyage commence dans l'après-midi du jeudi 3 novembre, lorsque François atterrit sur une base aérienne près de la capitale. Peu de temps après, il se rend au palais royal de Sakhir, où il rend une visite de courtoisie au roi Hamad bin Isa Al Khalifa, avant de rencontrer les autorités, la société civile et les représentants du pays. Le vendredi 4 novembre, après avoir pris la parole à la clôture du “Bahrain Forum for Dialogue”, le Saint-Père a trois entretiens : un entretien privé avec le Grand Imam d'al-Azhar, un avec des membres du conseil musulman des sages à la mosquée du palais royal de Sakhir et enfin une réunion œcuménique à la cathédrale Notre-Dame d'Arabie à Awali. Le samedi 5 novembre, après avoir célébré la messe au stade national, le pape François rencontre les élèves d'une école catholique d'excellence (le Sacré-Cœur), ouverte à tous. Enfin, le dimanche 6 novembre, après la réunion de prière et l'Angélus avec les évêques, les prêtres, les personnes consacrées, les séminaristes et les agents pastoraux de Manama, le pontife quitte le golfe Persique et revient à Rome.

## 2023

### 40evoyage: République démocratique du Congo et Soudan du Sud (du 31 janvier au 5 février 2023)
D'abord prévue du 2 au 7 juillet 2022, la visite du Pape François dans ces deux pays est reportée sine die par le Vatican à la demande des médecins du pape en raison de ses douleurs au genou. En l'attente d'une nouvelle date, est célébrée par le Pape François une messe en rite zaïrois pour la communauté congolaise le 3 juillet 2022 en la Basilique Saint-Pierre.
En décembre 2022, le Vatican annonce que la visite du Pape dans ces deux pays est prévue du 31 janvier au 5 février 2023. Le programme est quelque peu modifié, la visite de la ville de Goma étant annulée.

### 41evoyage: Hongrie (28 au 30 avril 2023)
Le 25 août 2022, lors d'une audience papale, le président hongrois a adressé une lettre d'invitation au pape François à visiter son pays et a reçu l'assurance du Saint-Père qu'il avait l'intention de visiter la Hongrie au premier semestre 2023. Il doit y rester au moins trois jours, avec notamment la visite aux jeunes des universités catholiques des villes de Budapest, Eger et Szeged. Le deuxième voyage hongrois se terminera le 30 avril 2023, dans la ville de Esztergom, avec la célébration d'une messe.

### 42evoyage: Portugal (1erau 6 août 2023)
Visite au Portugal pour les Journées mondiales de la jeunesse 2023. Initialement prévues pour se dérouler au cours de l'été 2022, le Saint-Siège a décidé de les reporter à l'été suivant en raison de la pandémie de Covid-19 qui sévit sur la planète au cours de l'année 2020.

### 43evoyage: Mongolie (31 août au 4 septembre 2023)
Le pape François s'est rendu en Mongolie, en particulier dans la capitale Oulan Bator. Parti dans la nuit du 31 août, le pape est arrivé dans la capitale Oulan-Bator le 1er septembre après un vol de 10 heures. Le 2 septembre, le pape a rencontré les dirigeants politiques et religieux du pays. Le pape François est devenu le premier pape à visiter la Mongolie. Son voyage a été noté comme renforçant sa mission consistant à prêter attention aux populations catholiques plus petites, avec moins de 1 500 catholiques vivant en Mongolie à majorité bouddhiste.

### 44evoyage: France (22 et 23 septembre 2023)
Le pape François se rend à Marseille à l'occasion de la rencontre des évêques de la Méditerranée, avec notamment un pèlerinage à la Basilique Notre-Dame-de-la-Garde et une messe au Stade Vélodrome.

## 2024

### 45evoyage: Papouasie-Nouvelle-Guinée, Indonésie, Timor oriental et Singapour (2 au 13 septembre 2024)
Le pape devait se rendre en Indonésie à l'occasion de la Journée de la Jeunesse Asiatique, selon le secrétaire général de la Conférence des évêques indonésiens, l'archevêque Johanes Maria Pujasumarta. Le 3 février 2020, il a été annoncé que le pape François a prévu de visiter l'Indonésie, le Timor oriental et la Papouasie-Nouvelle-Guinée en septembre 2020. Le voyage est reporté sine die à cause de la pandémie de Covid-19.
Après avoir reporté sa visite, il est annoncé une visite du Pape en 2024 en Papouasie-Nouvelle-Guinée, en Indonésie et au Timor oriental. Singapour est rajouté à la liste des visites.

### 46evoyage: Luxembourg et Belgique (26 au 29 septembre 2024)

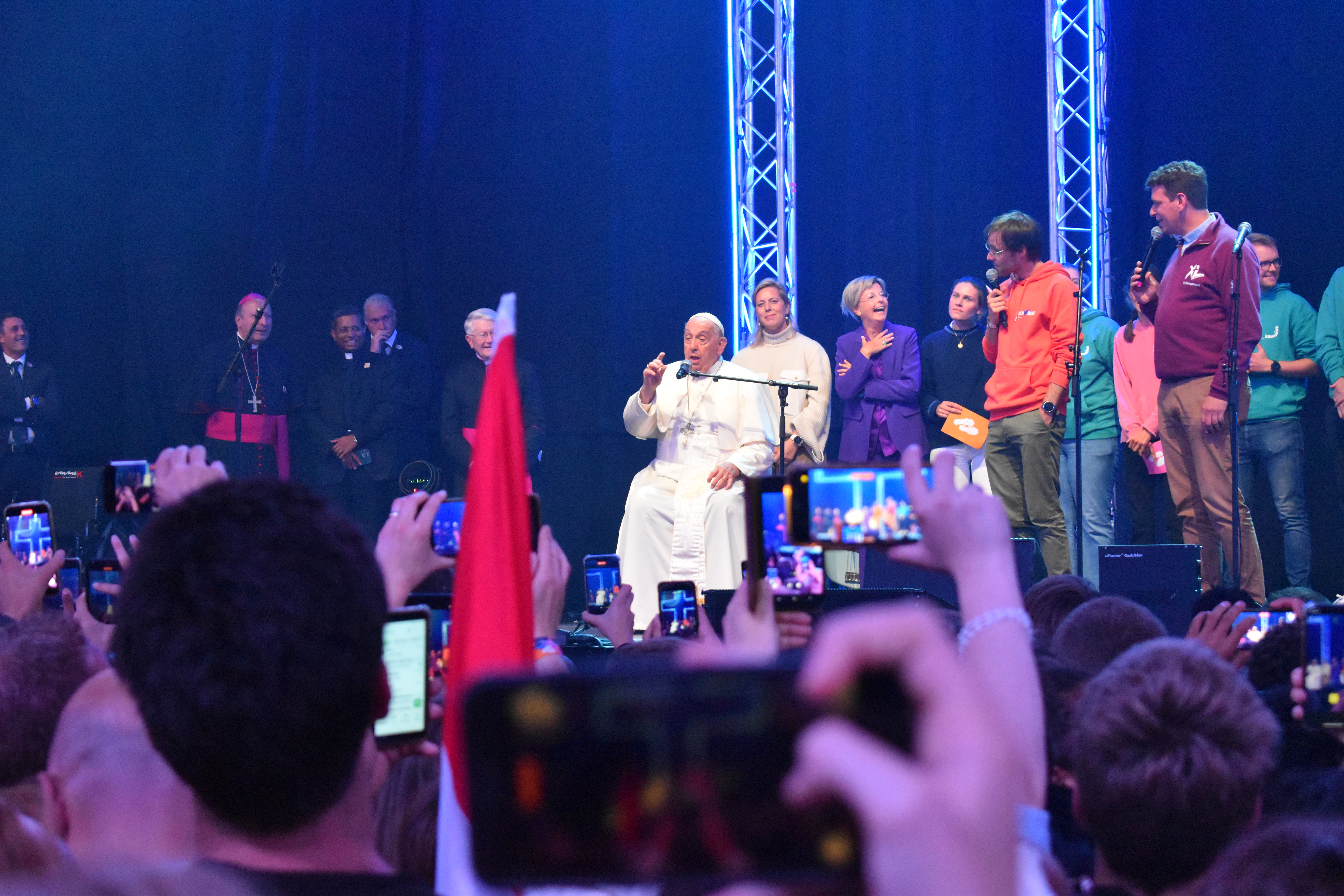
Le pape François présent au Hope Happening dans l'ING Arena au Brussels Expo (2024)

Le pape visite le Luxembourg le 26 septembre 2024 sur invitation du grand-duc Henri. Le pape visite ensuite la Belgique du 27 au 29 septembre, à l'occasion des 600 ans des universités catholiques de l’UCLouvain et de la KULeuven. Il se rend dans ces deux universités et célèbre une messe à Bruxelles au stade Roi Baudouin.
Lors de ce voyage, le pape François, lorsqu'il se recueillit et pria sur la tombe du roi Baudouin en la crypte de Laeken, considérant le caractère meurtrier et criminel de l'avortement, ainsi que d'autres lois bioéthiques, salua le courage du roi défunt dont il souhaite la béatification.
Par ailleurs, le pape François reçoit 17 victimes de violences sexuelles commises par des membres du clergé belge dont certaines ont témoigné dans le documentaire Godvergeten, parmi ces 17 victimes, Anne-Sophie Cardinal violée par un prêtre à l'âge de 10 et 11 ans et Jean Marc Turine violé par plusieurs Pères jésuites du collège Saint-Michel à Bruxelles. D’autres victimes d'abus sont présentes lors d’une réception du pape au château de Laeken, ainsi que des victimes d’adoptions forcées. Le Pape prononce le mot « crime » au lieu de « péché » pour évoquer les abus sexuels et il réfute la notion de prescription. Lors de la messe au stade Roi Baudouin à Bruxelles, il demande aux évêques belges de ne pas couvrir les agressions sexuelles au sein de l'Église.

### 47evoyage: France (15 décembre 2024)
Le pape se rend en Corse à Ajaccio le 15 décembre 2024 pour la clôture d'un colloque sur « la religiosité populaire en Méditerranée » organisé par le cardinal François Bustillo et où de nombreux cardinaux et évêques de la Méditerranée sont présents. Il célèbre une messe géante où environ dix mille personnes sont présentes. Le pape appelle à la paix au Moyen-Orient en citant la Palestine, Israël, le Liban et la Syrie mais aussi pour les peuples ukrainien et russe. Il a un message de soutien à l'égard de l'archipel de Mayotte, touché par le cyclone Chido. Son séjour se termine par un entretien privé avec le président Emmanuel Macron. Ce fut son dernier voyage hors d'Italie.
Ce voyage suscite une polémique au sein de l'Église de France car le pape avait décliné l'invitation de se rendre à Paris le 8 décembre 2024 pour la cérémonie de réouverture de la cathédrale Notre-Dame,.